# Đồng Lộc (thị trấn)
Đồng Lộc là một thị trấn thuộc huyện Can Lộc, tỉnh Hà Tĩnh, Việt Nam.

## Địa lý
Thị trấn Đồng Lộc nằm ở phía tây nam huyện Can Lộc, là trung tâm kinh tế của vùng phía tây nam huyện, có vị trí địa lý:
- Phía đông giáp xã Mỹ Lộc và xã Xuân Lộc
- Phía tây giáp xã Thượng Lộc
- Phía nam giáp huyện Hương Khê
- Phía bắc giáp xã Trung Lộc.

Thị trấn Đồng Lộc có diện tích 18,69 km², dân số năm 2017 là 6.076 người, mật độ dân số đạt 325 người/km².

## Hành chính
Thị trấn Đồng Lộc được chia thành 9 tổ dân phố: Bắc Mỹ, Khe Thờ, Kiến Thành, Kim Thành, Nam Mỹ, Tân Hương, Thượng Liên, Trung Thành, Tùng Liên.

## Lịch sử
Ngày 11 tháng 7 năm 2018, Ủy ban Thường vụ Quốc hội ban hành Nghị quyết số 536/NQ-UBTVQH14 về việc thành lập thị trấn Đồng Lộc trên cơ sở toàn bộ diện tích và dân số của xã Đồng Lộc.
Ngày 13 tháng 12 năm 2018, HĐND tỉnh Hà Tĩnh ban hành Nghị quyết số 126/NQ-HĐND về việc:
- Chuyển thôn Bắc Mỹ thành tổ dân phố Bắc Mỹ.
- Chuyển thôn Khe Thờ thành tổ dân phố Khe Thờ.
- Chuyển thôn Kiến Thành thành tổ dân phố Kiến Thành.
- Chuyển thôn Kim Thành thành tổ dân phố Kim Thành.
- Chuyển thôn Nam Mỹ thành tổ dân phố Nam Mỹ.
- Chuyển thôn Tân Hương thành tổ dân phố Tân Hương.
- Chuyển thôn Thượng Liên thành tổ dân phố Thượng Liên.
- Chuyển thôn Trung Thành thành tổ dân phố Trung Thành.
- Chuyển thôn Tùng Liên thành tổ dân phố Tùng Liên.